# Frida (álbum)
"Frida" ou "Frida Album", é o primeiro disco da ex-vocalista do grupo ABBA, Anni-Frid Lyngstad (mais conhecida como Frida). 
Antes de fazer parte do ABBA em 1972, Frida já era cantora profissional e já havia lançado alguns singles no mercado sueco. “Frida Album” foi lançado em março de 1971 pela gravadora EMI/Colômbia, tendo como produtores Benny Andersson (noivo de Frida na época e um dos fundadores do ABBA) e Bengt Palmers. 
Gravado em sueco, ele é formado por canções inéditas e alguns covers ingleses e americanos, dos quais destacam-se “En Ton Av Tystnad” (“The Sound of Silence”, sucesso da dupla Simon e Garfunkel) e "Allting Skall Bli Bra" / "Vad Gör Jag Med Min Kärlek?" (“Everything's Alright/ I Don't Know How to Love Him”, do musical Jesus Christ Superstar, de Tim Rice & Andrew Lloyd Webber). O álbum ainda apresenta o cover da belíssima "Lycka", faixa título do álbum de Benny Andersson & Björn Ulvaeus, de 1970. 
Três meses após o lançamento de seu disco de estréia, Frida grava um novo single, “Min Egen Stad”, que acaba se tornando o seu primeiro hit na Suécia. Desta forma, a EMI/Colômbia relança "Frida Album" em 22 de outubro de 1971, desta vez contendo a canção "Min Egen Stad". 
As canções de “Frida Album” estão incluidas na coletânea “Frida 1967-1972”, lançada em 1997.

## ÁLBUM
Faixas
Lado A
1. "Tre Kvart Från Nu" (Anton Rubinstein, Peter Himmelstrand) - 3:14
2. "Jag Blir Galen När Jag Tänker På Dej" (Teddy Randazzo, Robert Weinstein, Stikkan Anderson) - 3:27
3. "Lycka" (Björn Ulvaeus, Benny Andersson, Stikkan Andersson) - 2:59
4. "Sen Dess Har Jag Inte Sett 'En" (Claes Rosendahl, Lars Berghagen) - 2:10
5. "En Ton Av Tystnad" (Paul Simon, Owe Junsjö) - 3:58
6. "Suzanne" (Leonard Cohen, Owe Junsjö) - 4:07

Lado B
1. "Allting Skall Bli Bra" / "Vad Gör Jag Med Min Kärlek?" (Tim Rice, Andrew Lloyd Webber, Owe Junsjö) - 6:14
2. "Jag Är Beredd" (Paul Leka, Denise Gross, Stikkan Anderson) - 2:38
3. "En Liten Sång Om Kärlek" (Sylvia Fine, Lars Berghagen) - 2:25
4. "Telegram Till Fullmånen" (Cornelis Vreeswijk, Georg Riedel) - 1:59
5. "Barnen Sover" (Peter Himmelstrand) - 3:35